# Territoris Indígenes Ngobe-Bugle
Els territoris Indígenes Ngobe-Bugle són cinc «reserves indígenes» o comunitats costa-riquenyes dels indígenes ngäbe o guaymís. Localitzades totes a la província de Puntarenas, prop de la frontera amb Panamà on se situa la comarca Ngöbe-Buglé de la mateixa ètnia. Tenia una població d'uns 3.644 indígenes i 1.989 no indígenes segons el cens de 2013. La seva llengua autòctona el ngäbere era parlada pel 77% de la població.

## Territoris ngobe-bugle
El Territori Indígena Ngobe-Bugle d'Abrojos Montezuma localitzat en el cantó de Corredores i creat en 1980 via decret executiu. Els seus assentaments principals són Bajo Los Indios, San Rafael Abrojo, Montezuma, y Bella Vista. La seva àrea és de 1.480 hectàrees.
El Territori Indígena Ngobe-Bugle de Vedat Brus situat en el cantó homònim. La seva creació es va donar via decreto en 1981. Els seus principals assentaments són Villa Palacios, Limoncito, Paraíso (Brus Malís), Caño Bravo, y Quebrada Pita. La seva àrea és de 7,500 hectàrees i hi viuen unes 1.500 persones.
El Territori Indígena Ngobe-Bugle de Conte Burica situat entre els cantons de Corredores i Golfito. La seva creació es va donar via decreto en 1982. Els seus principals assentaments són La Vaca, El Progreso, Santa Rosa, Alto Conte, Río Claro, Río Coco, Río Caña Blanca, Las Gemelas, Los Plancitos i La Peñita. La seva extensió és d'unes 11.910 hectàrees i la seva població propera a les 2.000 persones.
El Territori Indígena Ngobe-Bugle d'Osa ubicat al cantó de Golfito. Limita amb el Parc Nacional Corcovado. Es va crear en 1990 via decreto executiu i els seus assentaments principals són Alto Laguna, Río Riyito, Río Pavón, i La Quebrada. La seva extensió és de 2,710 hectàrees.
El Territori Indígena Ngobe-Bugle d'Altos de San Antonio situat al cantó de Corredores. Un dels de més recent creació, decretat en 2001, té unes 800 hectàrees.
La seva economia es basa en el cultiu del cacau, cafè, frijol, blat de moro, margalló i plàtan, cria de porcs i aus de corral, caça i pesca i artesania. Confeccionen articles de fibra i fulles naturals amb tints i colorants vegetals.